# Siège de Caffa
Pour les articles homonymes, voir Siège et Caffa.
Vous lisez un « bon article » labellisé en 2020.
Invasions mongoles
Le siège de Caffa est une bataille du XIVe siècle opposant l'armée mongole de la Horde d'or de Djanibeg à la ville de Caffa, aujourd'hui Théodosie, qui fait alors partie de la Gazarie, un ensemble de sept ports situés en Crimée et appartenant à l'empire maritime de la république de Gênes.
Après deux ans de siège, les armées mongoles sont contraintes de se retirer après avoir été décimées par la peste noire, qui contamine également les Génois quand Djanibeg fait projeter par-dessus l’enceinte de la ville des cadavres pestiférés. À la suite de cet acte de guerre bactériologique, l'épidémie se répand rapidement à Caffa et contraint les Génois à abandonner eux aussi la ville après la levée du siège par les Mongols.
La dispersion des marchands italiens en Méditerranée, transportant avec eux des rats infestés de puces, est à l'origine de la deuxième pandémie de peste en Europe.

## Contexte

### Situation économique et géopolitique
Au début du XIIIe siècle, à la suite du sac de Constantinople par les Croisés en 1204, la république de Venise, qui avait détourné à son avantage la quatrième croisade, s'empare de près d'un quart de l'Empire byzantin dont une partie de Constantinople.
En mars 1261, l'empereur byzantin Michel VIII Paléologue s'allie à la république de Gênes (rivale de Venise) pour reprendre Constantinople et signe avec le capitaine génois Guglielmo Boccanegra le traité de Nymphaeon, octroyant d’importants privilèges commerciaux à Gênes en mer Noire et en Méditerranée au détriment de Venise,. La ville de Constantinople est finalement reprise par le général byzantin Alexis Strategopoulos le 25 juillet 1261.
Parallèlement, les XIIIe et XIVe siècles sont marqués par la Pax Mongolica, une stabilisation des relations entre les peuples d'Eurasie résultant de leur intégration dans l'Empire mongol après les conquêtes de Gengis Khan et de ses successeurs. Cette période favorise l'établissement d'importantes routes commerciales entre les deux continents empruntées par de nombreux marchands européens, le plus connu étant le Vénitien Marco Polo.

Territoires de la Horde d'or (1389).

Située à l’extrémité occidentale de la Horde d'or (l'Empire mongol après Gengis Khan), la Crimée apparaît comme un carrefour logistique naturel entre l'Asie et les villes méditerranéennes. Les Génois, maîtres de la mer Noire, à la suite de leur entente avec l'empereur byzantin dont ils étaient les protecteurs, y cherchent un port sûr et facile à défendre pour leur servir de lieu de ravitaillement et d'entrepôt pour leur négoce.
Le comptoir de Caffa, situé sur l'emplacement de la ville actuelle de Théodosie au sud-est de la péninsule, est créé par la république de Gênes vers 1266 avec l'accord du khan mongol,. Au XIVe siècle, Caffa devient le principal port marchand en mer Noire, concurrencé par le comptoir vénitien de Tana érigé en 1332 sur le fleuve Don et relié par voie terrestre à Sarai Berke, capitale de la Horde d'or.

### Relations entre les Mongols et les marchands italiens
Au début du XIVe siècle, les relations entre les Mongols et les marchands italiens établis en Crimée sont ambivalentes. N'étant pas navigateurs, les Mongols bénéficient des voies maritimes commerciales reliant l'Asie et l'Europe via la Crimée. Mais l'enrichissement des comptoirs européens attise aussi leurs convoitises.
Des tensions apparaissent à partir de 1307 au sujet du commerce d'esclaves turciques, vendus par les Italiens au sultanat mamelouk d'Égypte pour en faire des soldats. Mécontent de ce commerce alimenté par des rapts dans la steppe pour fournir une armée étrangère, le khan Toqtaï fait arrêter les résidents génois de Saraï Berke et assiège une première fois Caffa entre 1307 et 1308. Mal protégée par une enceinte constituée de terre et de bois, la ville tombe en mai 1308 et est abandonnée par les commerçants génois qui y mettent le feu,.
Après la mort de Toqtaï en 1312, Gênes, consciente de l'intérêt commun entre Mongols et Européens à reprendre leurs échanges commerciaux, envoie ses ambassadeurs Antonio Grillo (it) et Nicolo di Pagana négocier avec son neveu et successeur, le prince Özbeg. Celui-ci accepte d'accueillir de nouveau les marchands génois et prend, à partir de 1316, une série de mesures pour encourager la reconstruction de Caffa, portant notamment sur la préservation des églises,.
Mais la mort d'Özbeg en 1341, à qui succède son fils Djanibeg, provoque un nouveau revirement politique de la Horde d'or et un regain de tensions alimenté par une montée de l'intolérance religieuse des Mongols, récemment convertis à l'islam, envers les chrétiens. En 1343, un noble mongol est tué d'un coup d'épée lors d'une altercation avec un marchand vénitien dans la ville de Tana. En représailles, les Mongols attaquent les commerces tenus par les Vénitiens à Tana et Djanibeg en profite pour tenter de prendre le contrôle des comptoirs italiens. Dans le même temps, les Génois veulent tirer parti du départ des Vénitiens de Tana pour asseoir leur monopole du commerce dans la mer Noire.

## La bataille

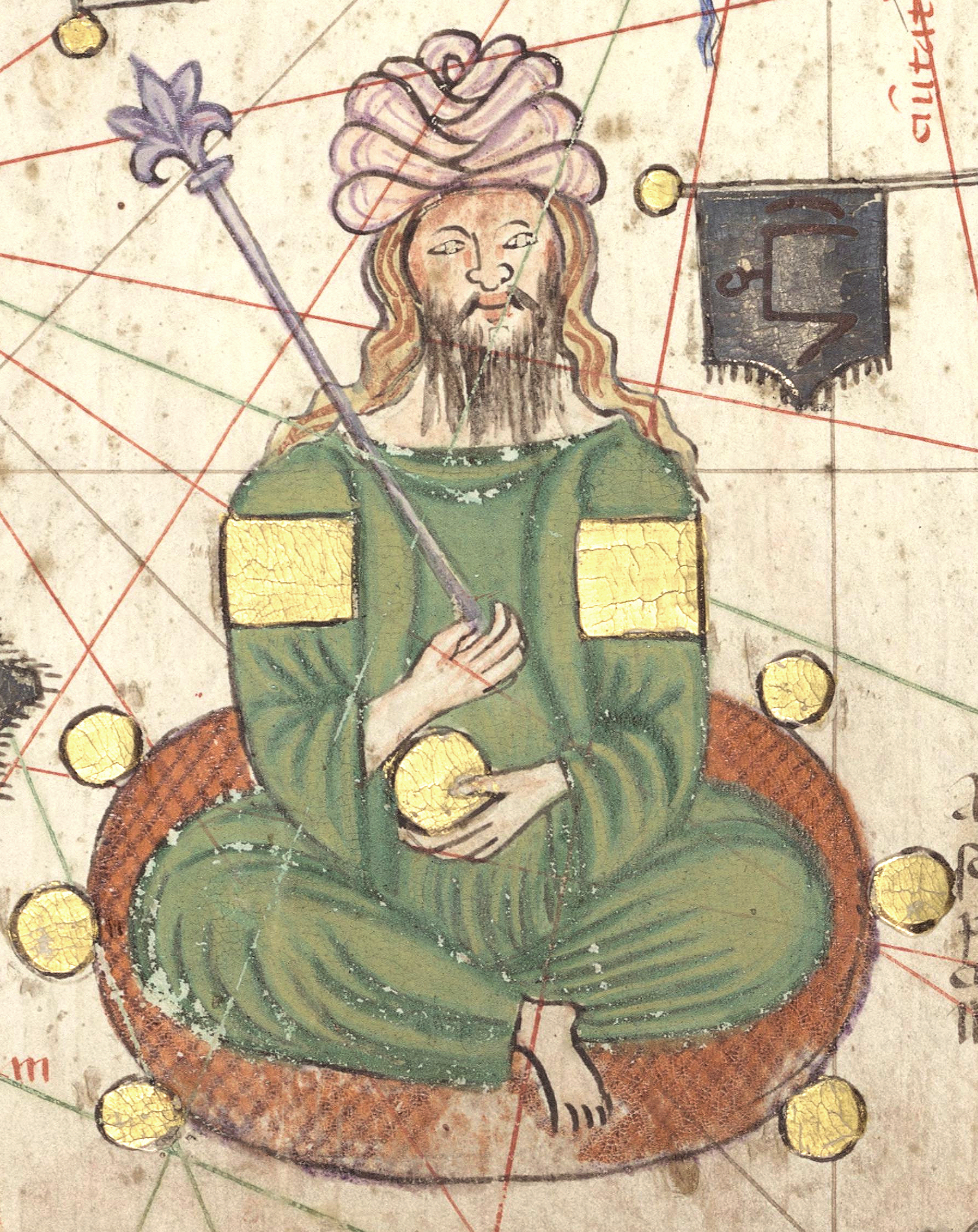
Djanibeg, khan de la Horde d'or de 1342 à 1357 (reproduction dans l'Atlas catalan).

Contrairement à l'époque du siège de 1308, Caffa est, dans les années 1340, entourée d'importantes fortifications composées de deux murs concentriques jalonnés de tours. Le mur intérieur renferme 6 000 maisons, tandis qu'environ 11 000 habitations se trouvent à l'extérieur. La population de la ville est très cosmopolite, et comprend des Génois, des Vénitiens, des Grecs, des Arméniens, des Juifs, des Mongols et des Turcs. Le port peut accueillir deux cents navires, selon les descriptions rapportées par l'explorateur berbère Ibn Battûta.
En 1343, Djanibeg somme les Italiens de se retirer de Crimée. Les Génois rejettent cet ultimatum, et les marchands italiens de Tana se replient sur Caffa, mieux défendue et bénéficiant d'un meilleur approvisionnement par la mer. En conséquence, Djanibeg concentre ses efforts sur Caffa et établit un blocus autour de la ville. En février 1344, une armée de secours débarque d'Italie et permet aux assiégés d'effectuer une sortie et de brûler les engins de siège adverses,. Après avoir subi de lourdes pertes dans les affrontements, Djanibeg ordonne à ses hommes de détruire leurs pièces d'artillerie restantes, et de lever le siège.
L'année suivante, Djanibeg assiège de nouveau Caffa, mais la ville est toujours bien défendue et approvisionnée en vivres, matériel de guerre, et en renfort, tandis que l'armée mongole, déjà éprouvée par les combats précédents, est touchée par une épidémie de peste noire,. Les Mongols, dont l'essentiel de l’expérience de guerre se limite à des combats sur la terre ferme entre la Chine et l'Europe, sont incapables d'imposer un embargo efficace pour couper l'approvisionnement des Italiens. Au bout de deux ans de siège, la ville ne faiblit pas et l'armée mongole, diminuée et sous-équipée, subit d'importantes pertes. Ses assauts répétés se brisent sur les murailles de la ville, tandis que l'épidémie de peste provoque une hécatombe dans leurs rangs. Un notaire de la ville de Plaisance, Gabriel de Mussis (en), décrit cet événement dans ses mémoires, bien que sa présence sur les lieux du siège soit controversée et même contestée, :

« Toute l'armée fut affectée par une maladie qui infesta les Tartares et les tua quotidiennement par milliers. On aurait pu croire que des flèches pleuvaient du ciel pour frapper et écraser l’arrogance des Tartares. Tous les conseils et soins médicaux étaient vains. »

— Marie Favereau
Constatant l’impossibilité de prendre la ville par les armes, Djanibeg ordonne de lancer à l'aide de trébuchets des cadavres infectés par la peste par-dessus les murailles de Caffa. Cet acte de guerre bactériologique, est également raconté par Gabriel de Mussis, :

« On jeta dans la ville ce qui ressemblait à des montagnes de morts, et les chrétiens ne purent s'en cacher, ni les fuir, ni y échapper, bien qu'ils en aient déversé autant qu'ils pouvaient dans la mer. Bientôt, les corps en putréfaction souillèrent l'air et l'eau. »

Certains historiens considèrent que la propagation de l'épidémie dans la population de Caffa était inévitable à cause des rats qui allaient et venaient entre la ville et les campements mongols. Mais cette hypothèse est controversée, les Mongols étant installés à au moins un kilomètre des fortifications pour se tenir hors de portée des projectiles tandis que les rats, assez sédentaires, s'aventurent rarement au-delà de quelques dizaines de mètres de leurs habitats. La projection par les Mongols de cadavres infectés a donc vraisemblablement bien été un facteur décisif de transmission de la peste des assiégeants aux assiégés.
Cette stratégie se révèle d'une efficacité redoutable. Si la ville ne tombe pas aux mains des assaillants, l'épidémie mortelle se propage toutefois très rapidement. En début d'année 1347, faute de combattants valides en nombre suffisant de part et d'autre, le siège est levé. Les deux camps signent une trêve à la suite de laquelle les Génois sont contraints d'abandonner la ville. Dans la foulée de l'évacuation de Caffa, Gênes et Venise, alliées de circonstance contre les Mongols, leur imposent un blocus des côtes de la mer Noire à l’est de Kertch.

## Suites et conséquences

### Deuxième pandémie de peste en Europe

Carte de diffusion de la peste noire en Europe et Afrique du Nord.

Les survivants du siège, fuyant la zone, embarquent également à leur insu des rats noirs infestés de puces.
Les semaines suivantes, leurs navires accostent à Trébizonde, Constantinople, Gênes, Venise, puis à Messine en Sicile, favorisant la propagation de la peste,. Il est néanmoins considéré comme probable que, sans le siège de Caffa, la peste aurait tout de même fini par atteindre l'Europe en passant par les routes commerciales reliant l'Asie à l'Europe via les comptoirs italiens, ou d'autres routes transitant par le Moyen-Orient.
Depuis Marseille, où les navires marchands arrivent en novembre 1347, la peste se propage en Europe en quelques mois par voies terrestres, fluviales et maritimes, contaminant Avignon, le siège de la papauté, en mars 1348 et l'Aquitaine en avril,. Le duché, exportateur de vin vers la Grande-Bretagne contribue à y propager la peste par les voies maritimes commerciales.
L'épidémie de peste a également été favorisée par les déplacements des pèlerins médiévaux, faisant des lieux saints de nouveaux épicentres de l'épidémie.
La pandémie se propage au cours des mois suivants, dans le reste de l’Europe, jusqu'à atteindre Moscou en 1352. Au total, on estime qu'entre un quart et un tiers de la population d'Europe a été décimée par cette pandémie, la population européenne étant passée de 75  à   50 millions d'habitants entre 1346 et 1352,. Ce bilan est dû à l'épidémie elle-même ainsi qu'à la dégradation économique et sociale généralisée qu'elle a entraînée, notamment par les famines dues au manque de main-d'œuvre dans les campagnes.

### Impacts sur la Gazarie
En dépit de son caractère spectaculaire, le siège de Caffa n'empêche pas les ports italiens de Crimée de continuer de prospérer les années suivantes. Le khan Djanibeg, ruiné par cette guerre désastreuse et constatant l'arrêt du commerce, source importante de revenus pour son pays en recettes commerciales et en droits de douane, est rapidement contraint de négocier avec les républiques italiennes. Celles-ci acceptent de rétablir les relations commerciales avec les Mongols en échange d'une indemnité pour les dommages causés par cette bataille et pour le manque à gagner généré par l'arrêt du commerce. Le comptoir vénitien de Tana ainsi que la majorité des comptoirs génois sont de nouveau exploités dès 1347, soit moins d'un an après l'évacuation de Caffa.
Dans la deuxième moitié du XIVe siècle, la Horde d'or est confrontée à des rivalités internes (dont résulte l'assassinat de Djanibeg en 1357) et des insurrections nationalistes de populations fédérées, qui contribuent à diminuer la pression exercée par les Mongols sur la Gazarie. En 1365, la république de Gênes prend le contrôle de la ville de Soldaia, jusque-là comptoir vénitien à 50 km au sud-est de Caffa, et en fait le dernier port intégré à la Gazarie. Une forteresse y est construite par les Génois, à l'instar de Caffa dont le mur d'enceinte est renforcé par des tours financées par le pape Clément VI.

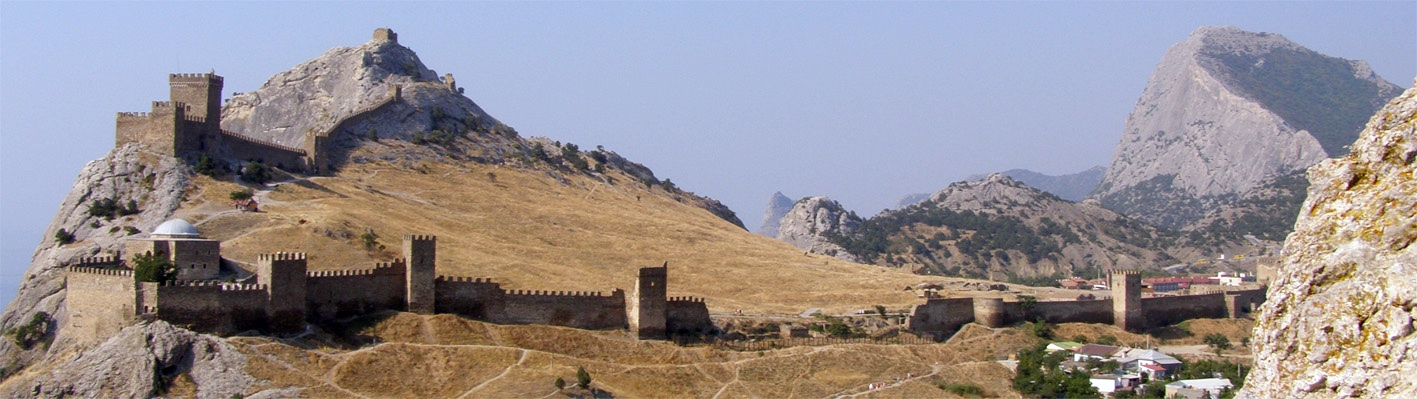
Forteresse génoise de Soudak, ville de Gazarie à l'ouest de Caffa.

Le développement économique de Caffa se poursuit pendant la première moitié du XVe siècle, jusqu'à la prise de Constantinople par les Turcs en 1453 (leur donnant de facto le contrôle du détroit du Bosphore reliant la mer Noire à la Méditerranée), qui affecte considérablement le commerce génois, et sonne le glas de la Gazarie.